# Chris Mihm
Christopher Steven "Chris" Mihm (Milwaukee, Wisconsin, 16 de julio de 1979) es un exjugador de baloncesto estadounidense que jugó ocho temporadas en la NBA. Lo hacía en la posición de pívot.

## Trayectoria deportiva

### Universidad
En 1997 entró a formar parte del equipo de baloncesto de la Universidad de Texas, donde desde el primer momento se mostró como un pívot dominante bajo los tableros, no sólo en defensa, sino también aportanto puntos en ataque. En los tres años que permaneció en el centro aportó 14,6 puntos, 9,8 rebotes y 2,7 tapones por partido.

### Selección nacional
Mihm integró el seleccionado masculino de baloncesto universitario de los Estados Unidos que ganó la medalla de oro en la Universiada de 1999.

### Profesional
Fue elegido en el Draft de la NBA de 2000 en el séptimo puesto por los Cleveland Cavaliers. En su primera temporada fue poco a poco ganándose la titularidad en su equipo, pero sin llegar a jugar más de 20 minutos por partido. Acabó promediando 7,6 puntos y 4,7 rebotes por encuentro, lo que le valió ser elegido en el segundo mejor quinteto de novatos de la liga. durante dos temporadas y media más permaneció en Cleveland, y si bien su aporte defensivo se mantuvo, no lo fue tanto su anotación. 
A finales de 2003 fue traspasado a Boston Celtics, donde terminó la temporada, entrando de nuevo en el mercado y acabando en Los Angeles Lakers a cambio de los veteranos Rick Fox y Gary Payton. En su segunda temporada con los angelinos, promedió 10,2 puntos y 6,3 rebotes. Una lesión de tobillo le hizo perderse toda la temporada 2006-2007.
El 18 de febrero de 2009 fue traspasado a Memphis Grizzlies a cambio de una segunda ronda condicional del draft de 2013. Sin embargo nunca llegó a debutar en el equipo, finalizando su carrera como profesional unos meses después. 

#### Estadísticas

##### Temporada regular
| Año     | Equipo      | PJ  | PT  | MPP  | %TC  | %3P  | %TL  | RPP | APP | ROB | TPP | PPP  |
| ------- | ----------- | --- | --- | ---- | ---- | ---- | ---- | --- | --- | --- | --- | ---- |
| 2000–01 | Cleveland   | 59  | 43  | 19.8 | .442 | .000 | .794 | 4.7 | .3  | .3  | .9  | 7.6  |
| 2001–02 | Cleveland   | 74  | 60  | 22.4 | .420 | .429 | .693 | 5.3 | .3  | .2  | 1.2 | 7.7  |
| 2002–03 | Cleveland   | 52  | 0   | 15.6 | .404 | .000 | .724 | 4.4 | .5  | .3  | .7  | 5.9  |
| 2003–04 | Cleveland   | 22  | 1   | 17.8 | .465 | .000 | .708 | 6.4 | .5  | .4  | 1.0 | 6.9  |
| 2003–04 | Boston      | 54  | 16  | 17.4 | .500 | .000 | .644 | 5.1 | .2  | .5  | .8  | 6.1  |
| 2004–05 | L.A. Lakers | 75  | 75  | 24.9 | .507 | .000 | .678 | 6.7 | .7  | .2  | 1.4 | 9.8  |
| 2005–06 | L.A. Lakers | 59  | 56  | 26.1 | .501 | .000 | .716 | 6.3 | 1.0 | .3  | 1.2 | 10.2 |
| 2007–08 | L.A. Lakers | 23  | 5   | 12.1 | .337 | .000 | .667 | 3.3 | .6  | .2  | .6  | 3.6  |
| 2008–09 | L.A. Lakers | 18  | 0   | 5.8  | .375 | .000 | .857 | 1.9 | .6  | .1  | .3  | 2.0  |
| Total   |             | 436 | 256 | 20.1 | .459 | .231 | .704 | 5.3 | .5  | .3  | 1.0 | 7.5  |

##### Playoffs
| Año     | Equipo      | PJ | PT | MPP  | %TC  | %3P  | %TL  | RPP | APP | ROB | TPP | PPP |
| ------- | ----------- | -- | -- | ---- | ---- | ---- | ---- | --- | --- | --- | --- | --- |
| 2003–04 | Boston      | 4  | 0  | 16.3 | .318 | .000 | .600 | 4.5 | .0  | 1.0 | 1.0 | 5.0 |
| 2007–08 | Los Angeles | 1  | 0  | 3.0  | .000 | .000 | .000 | .0  | .0  | .0  | .0  | .0  |
| Total   |             | 5  | 0  | 13.6 | .304 | .000 | .600 | 3.6 | .0  | .8  | .8  | 4.0 |

## Logros personales
- Elegido en el segundo mejor quinteto de rookies en 2001.